# Parowoznoje Diepo
Parowoznoje Diepo (ros. Паровозное Депо) – przystanek kolejowy w miejscowości Karaganda, w obwodzie karagandyjskim, w Kazachstanie. Położony jest na linii Astana – Szu, na trasie Nowego Jedwabnego Szlaku, w obrębie stacji Karagandy-Suryptau.